# Demetri Martin
Demetri Martin, född 25 maj 1973 i New York, är en amerikansk ståuppkomiker, manusförfattare och skådespelare. Han är framförallt känd som ståuppkomiker, sin medverkan i The Daily Show och manusförfattare för talkshowen Late Night with Conan O'Brien. Han har också medverkat på Comedy Centrals USA:s roligaste Standup med showen Important Things with Demetri Martin (ungefär Viktiga saker med Demetri Martin) som har visats i två år.
Han föddes i New York men växte upp i Toms River i New Jersey och han tog examen från Yale University år 1995. Därefter fick han stipendium för att studera juridik på New York University men han hoppade av för att satsa på en underhållningskarriär efter två år.